# Records de Japon de cyclisme sur piste
Les records du Japon de cyclisme sur piste sont les meilleures performances réalisées par les pistards japonais.

## Hommes
| Épreuve                                         | Record   | Cycliste                                                       | Date              | Compétition           | Lieu                        | Ref   |
| ----------------------------------------------- | -------- | -------------------------------------------------------------- | ----------------- | --------------------- | --------------------------- | ----- |
| Sprint sur 200 mètres, départ lancé             | 9.562    | Yudai Nitta                                                    | 29 février 2020   | Championnats du monde | Berlin, Allemagne           | [ 1 ] |
| Kilomètre contre-la-montre, départ arrêté       | 1:00.017 | Seiichiro Nakagawa                                             | 7 décembre 2013   | Coupe du monde        | Aguascalientes, Mexique     | [ 2 ] |
| Sprint sur 750 mètres par équipes départ arrêté | 42.790   | Kazuki Amagai Tomohiro Fukaya Yudai Nitta                      | 6 décembre 2019   | Coupe du monde        | Cambridge, Nouvelle-Zélande | [ 3 ] |
| Poursuite individuelle sur 4 000 mètres         | 4:15.889 | Kazushige Kuboki                                               | 14 septembre 2019 | Championnats du Japon | Izu, Japon                  | [ 4 ] |
| Poursuite par équipes sur 4 000 mètres          | 3:52.956 | Ryo Chikatani Shunsuke Imamura Kazushige Kuboki Keitaro Sawada | 26 février 2020   | Championnats du monde | Berlin, Allemagne           | [ 5 ] |

## Femmes
| Épreuve                                         | Record   | Cycliste                                                  | Date              | Compétition           | Lieu                    | Ref    |
| ----------------------------------------------- | -------- | --------------------------------------------------------- | ----------------- | --------------------- | ----------------------- | ------ |
| Sprint sur 200 mètres, départ lancé             | 10.712   | Yuka Kobayashi                                            | 27 février 2020   | Championnats du monde | Berlin, Allemagne       | [ 6 ]  |
| Contre-la-montre sur 500 mètres, départ arrêté  | 34.882   | Kayono Maeda                                              | 6 décembre 2013   | Coupe du monde        | Aguascalientes, Mexique | [ 7 ]  |
| Sprint sur 500 mètres par équipes départ arrêté | 33.785   | Riyu Ohta Kayono Maeda                                    | 16 février 2018   | Championnats d'Asie   | Nilai, Malaisie         | [ 8 ]  |
| Poursuite individuelle sur 3 000 mètres         | 3:33.740 | Yumi Kajihara                                             | 14 septembre 2019 | Championnats du Japon | Izu, Japon              | [ 4 ]  |
| Poursuite par équipes sur 3 000 mètres          | 3:31.165 | Kanako Kase Maki Tabata Minami Uwano                      | 5 avril 2012      | Championnats du monde | Melbourne, Australie    | [ 10 ] |
| Poursuite par équipes sur 4 000 mètres          | 4:22.138 | Yuya Hashimoto Kie Furuyama Yumi Kajihara Kisato Nakamura | 17 février 2018   | Championnats d'Asie   | Nilai, Malaisie         | [ 11 ] |